# Скулптура Раше Попова
Скулптура Раше Попова се налази на Платоу Раше Попова у Улици 27. марта у Београду.
Дело је српског уметника и скулптора Бориса Дехељана, а откривена је 17. октобра 2020. године.

## Историјат
Радивој Раша Попов је већи део свог живота и стваралаштва провео у Београду, за који је био посебно везан. Преминуо је 19. априла 2017. године, а након његове смрти појавила се идеја да му се у граду подигне споменик.
По реновирању и преуређењу простора у Улици 27. марта у Београду, одлучено је да нови плато понесе његово име, будући да је и сам живео и преминуо недалеко одатле.
Скулптор Борис Дехељан, познат по својим скулптурама израђеним од шрафова, жица, матица, ексера и сличних предмета, направио је јединствену и модерну скулптуру посвећену Раши Попову.
Скулптура је постављена на плато 14. октобра 2020. године. Плато и споменик су свечано отворено 17. октобра 2020. године, од стране градског урбанисте Марка Стојчића.

## Композиција скулптуре
Скулптура је направљена од матица које су појединачно заварене у целину, уз делове лима и арматуре.